# Bouchemaine
Bouchemaine település Franciaországban, Maine-et-Loire megyében. Lakosainak száma 6635 fő (2022. január 1.). Bouchemaine Angers, Beaucouzé, Denée, Sainte-Gemmes-sur-Loire, Savennières és Saint-Léger-de-Linières községekkel határos.

## Népesség
A település népességének változása:
| Lakosok száma | 1685 | 5014 | 5799 | 5918 | 6589 | 6644 | 6774 | 6774 | 6757 | 6635 |
|               | 1968 | 1982 | 1990 | 2006 | 2013 | 2015 | 2017 | 2019 | 2020 | 2022 |